# Drømmen
Drømmen er en dansk spillefilm fra 2006 instrueret af Niels Arden Oplev, der også har skrevet filmens manuskript sammen med Steen Bille. Filmen afspejler ungdomsoprøret og de unges kamp mod autoriteter. Drømmen modtog i 2006 og 2007 flere priser, bl.a. Robertprisen for årets danske spillefilm.
Filmen er indspillet på Ærø, bl.a. på Ærøskøbing Skole.

## Handling
Filmen handler om Lindum Svendsen, en autoritær og sadistisk inspektør på en skole i provinsen i sentressernes Danmark. En dag kommer den nyuddannede og langhårede Freddie Svale til skolen som lærer. De to har bestemt ikke samme mening om pædagogik, og da Svendsen en dag mishandler eleven Frits, bliver fronterne for alvor trukket op. Sammen med drengens forældre beslutter Svale at gøre op med inspektørens rædselsregime.
Skoleinspektøren hiver Frits’ øre halvt af, efter han er blevet opdaget i pigernes omklædningsrum. Og så begynder debatten om man bør afskedige skoleinspektøren eller sende Frits til en specialskole.

## Medvirkende
- Janus Dissing Rathke (Frits/Martin)
- Bent Mejding (skoleinspektør Lindum-Svendsen)
- Anders W. Berthelsen (Freddie Svale)
- Jens Jørn Spottag (Peder, Frits’ far)
- Anne-Grethe Bjarup Riis (Stine, Frits’ mor)
- Gyrd Løfqvist (Farfar)
- Elin Reimer (Farmor)
- Peter Hesse Overgaard (Erling)
- Steen Stig Lommer (lærer Olsen)
- Kurt Ravn (skolelæge)
- Peter Schrøder (kordegn)
- Sarah Juel Werner (Iben)
- Daniel Ørum (Troels)
- Lasse Borg (Søren)
- Joy-Maria Frederiksen (Ibens mor)
- Tina Gylling Mortensen (frøken Birk)
- Stig Hoffmeyer (pastoren)
- Birgit Conradi (pastorens kone)
- Lise Stegger (Magrethe)
- Nis Bank-Mikkelsen (Stam-Ejs)
- Katrine Jensenius (frøken Kvist)
- Helle Merete Sørensen (Lindum-Svendsens kone)
- Helene Ravn Jedzini (frøken Larsen)
- Karen Jette Andersen (gymnastiklærer)
- Annie Roed Frederiksen (Hanne)
- Karen Skov Petersen (Ellen)
- Sandra Å. Pedersen (Linda)
- Thomas Erikson (bange dreng)
- Willy Knudsen (lærer)